# Vụ án Thiên Linh Cái
Vụ án Thiên Linh Cái là một vụ giết người hàng loạt xảy ra tại xã Tân Bình, huyện Thanh Bình, tỉnh Đồng Tháp vào cuối thập niên 1990. Hung thủ là Phạm Văn Tuấn (1957–2002) thường được gọi là Hai Tửng và đồng phạm Trần Thị Thể. Hắn đã sát hại dã man, cưỡng hiếp nhiều phụ nữ nhằm luyện bùa Thiên Linh Cái. Vụ án từng gây chấn động dư luận tại địa phương và khắp các tỉnh miền Tây Nam Bộ vào thời điểm đó bởi tính chất tàn ác và man rợ của hung thủ.

## Diễn biến
Những người dân tại địa phương cho biết y cùng với một chiếc ghe trôi dạt đến dòng rạch Mã Trường, khu vực ấp Hạ, xã Tân Bình, rồi nhận mình là thầy thuốc xin chữa bệnh miễn phí cho người dân. Vì tính tình hòa nhã, y nhanh chóng nhận được sự cảm mến, dần dần nhiều người lui tới nhà hắn để chữa bệnh. Chẳng mấy chốc danh tiếng của Hai Tửng được biết đến khắp vùng và hắn ta nhanh chóng thoát khỏi cuộc sống lênh đênh trên sông nước nhờ bà con thương tình cho mượn tạm mảnh đất nhỏ để cất căn chòi mé kênh. Từ khi hòa nhập với cuộc sống mới, Hai Tửng vẫn ngày đêm bốc thuốc chữa bệnh cho mọi người, nhiều người nhận xét y là một người lập dị.
Hai Tửng tự nhận, y luyện "Thiên Linh Cái" theo phương pháp lấy nhau thai của bé gái để sai khiến âm binh. Những người ác độc hơn sẽ luyện bằng thi thể của những bé gái nhỏ còn trinh. Hai Tửng từng nói với mọi người rằng y có thể "hô mưa gọi gió" và có "phép thuật siêu nhiên" và nói mình chuyên ăn chay trường, không làm chuyện thất đức và giúp đỡ mọi người.

## Vụ án
Cuối tháng 5 năm 2000, Trần Thị Phượng (sinh năm 1975) tình cờ nghe mọi người đồn đại về ông thầy bùa Hai Tửng. Dù chưa biết như thế nào, cô vẫn đến để xin bùa. Trước khi chèo thuyền tìm nhà thầy Tửng để xin bùa, cô chỉ kịp vội nói úp mở với gia đình vài câu rồi đi. Từ đó, Phượng mất tích và mãi không quay về. Đã gần 2 tháng trôi qua, gia đình thấy cô gái đi đã quá lâu nhưng chẳng có tin tức nào nên đã nhờ mọi người đổ xô chia làm nhiều hướng để đi tìm.
Một thời gian sau bà con phát hoảng khi thấy mé bờ kinh Cả Gừa (ấp Hạ, xã Tân Bình) có một đám đất nhú lên bốc mùi hôi thối. Khu đất trên chỉ cách nhà thầy Tửng khoảng chừng 500 mét. Nghi ngờ, người dân tổ chức đào bới thì phát hiện một thi thể đang phân huỷ. Mọi người kinh hãi và trình báo sự việc lên công an địa phương. Mọi hoài nghi đều được đổ dồn lên hành tung bí ẩn của Hai Tửng.
Theo lời khai của Hai Tửng tại cơ quan điều tra, hắn siết cổ nạn nhân cho đến chết rồi thực hiện hành vi giao cấu với thi thể nạn nhân. Sau đó, hắn trở về lấy dao lam, cạo sạch lông ở vùng kín rồi bỏ vào hũ cất giấu.

## Phát hiện
Ngay sau khi nhận được tin báo của người dân, lực lượng trinh sát ngay lập tức có mặt và giám sát trước nhà Hai Tửng. Cơ quan chức năng yêu cầu kiểm tra hành chính ngôi nhà đóng cửa một cách đầy bí ẩn quanh năm suốt tháng này. Cánh cửa mở toang, công an địa phương phát hiện 3 sọ người đặt trên bàn thờ. Cạnh đó là một hũ keo chứa những chùm lông đen ngòm được đậy kỹ. Hai Tửng lúc này mặt tái mét, miệng lắp bắp trước những câu hỏi của cơ quan chức năng. Tiến sâu vào trong căn nhà, Công an huyện Thanh Bình thu hồi được nhiều dao lam và dao Thái Lan còn vương lại vết máu. Một số chứng minh thư, nhiều vật dụng, dây chuyền, đồng hồ đeo tay, vòng mã não của các nạn nhân cũng được tìm thấy. Nhìn những kỷ vật của chị Phượng, gia đình nạn nhân vật vã, òa khóc vì họ đã chắc chắn rằng đứa con gái của mình bị tên thầy bùa sát hại. Nhận định các nạn nhân của thầy Hai Tửng, ngoài chị Phượng còn có một số người khác, Công an huyện Thanh Bình tổ chức công tác truy xét và tìm kiếm những thi thể còn lại.
Ngay trong đêm, người dân địa phương nỗ lực hỗ trợ cơ quan chức năng đào đất lấp bờ bao vây lấy căn nhà. Chỉ cách khu vực nhà đối tượng Tửng khoảng gần 1 cây số, người dân hiếu kỳ ở các vùng lân cận hay tin đổ xô về xem rất đông. Cơ quan chức năng phải chỉ huy lực lượng chốt chặn ở các ngả để phong tỏa hiện trường, phục vụ công tác điều tra. Người dân địa phương được huy động mang máy bơm rút cạn nước bên trong và tiến hành đào ở vị trí thầy bùa chỉ. Chỉ vài nhát xẻng, lần lượt ba thi thể của những nạn nhân còn lại được tìm thấy. Tất cả nạn nhân Hai Tửng ra tay sát hại đều là nữ giới. Đau lòng hơn, không một thi thể nào còn nguyên vẹn và đều bị mất đầu. Hai Tửng được dẫn giải về Trụ sở Công an huyện ngay trong đêm để lấy lời khai. Hắn kịp lấy lại vẻ mặt bình thản và chẳng chút sợ sệt gì khi bị dẫn giải đi.

## Xét xử
Ngày 4 tháng 4 năm 2002, Tòa án nhân dân tỉnh Đồng Tháp đã mở phiên tòa xét xử Hai Tửng và Trần Thị Thể về hai tội danh Giết người, Cướp tài sản. Sau nhiều lần xét xử, Phạm Văn Tuấn bị tuyên án tử hình; còn Trần Thị Thể thì nhận mức án tù chung thân.
Trong lúc bị tạm giam, Hai Tửng có biểu hiện bị bệnh tâm thần. Tuy nhiên, kết quả chẩn đoán giám định pháp y của Bệnh viện Tâm thần Biên Hoà (Đồng Nai) lại khẳng định điều ngược lại.

Khu đất trước đây từng là nơi Hai Tửng bị xử bắn.

Hai Tửng vẫn tin hắn đã luyện được thuật tà "Thiên Linh Cái". Ngày thi hành án, y nói rằng sẽ dùng phép độn thổ để chứng minh được phép thuật kỳ diệu của "Thiên Linh Cái". Cuối cùng, Hai Tửng bị xử tử vì tội ác kinh hoàng.

## Chuyển thể
Bộ phim Thất sơn tâm linh dựa trên vụ án này và được đạo diễn Hàm Trần chuyển thể và ra mắt vào năm 2019. Với sự tham gia của các diễn viên: Hoàng Yến Chibi, Quang Tuấn, Đinh Y Nhung, NSƯT Lê Thiện...